# Valdemar Holmer
Valdemar Holmer, född 5 september 1833 i Köpenhamn, död där 8 juli 1884, var en dansk kirurg.
Holmer blev student 1851 och cand. med. 1859. Han var först militärläkare vid husarregementet, med vilket han deltog i dansk-tyska kriget 1864. Vid sidan av sin militärläkarverksamhet gjorde han en specialstudie över strupsjukdomar genom användning av den då i Danmark nya strupspegeln. Då reservkirurgposten på Kommunehospitalets första avdelning blev ledig (under Carl Withusen), sökte Holmer platsen och fick året efter vid Withusens sjukdom förordnande som överkirurg, och då Withusen drog sig tillbaka 1868, anställdes Holmer som överkirurg trots konkurrens av de äldre och mer rutinerade kirurger som Peter Plum och Carl Ludvig Studsgaard. Men Holmer visade sig klara denna tjänst med stor framgång. Ty kort efter hans anställning blev Joseph Listers upptäckt känd och Holmer visade kort därefter att han förstod dess betydelse. Samtidigt med Matthias Hieronymus Saxtorph införde han 1870 ett förbättrat Lister-förband i Danmark och blev under lång tid den ledande kirurgen i Danmark. Åren 1869–76 var han docent i klinisk kirurgi vid Köpenhamns universitet och blev 1881 titulär professor.
Holmer hade även stor betydelse inom danska Röda Korset och Selskabet for vanføre samt genom sitt arbete för att förbättra sjukvården på Kommunehospitalet. Tillika var han ledamot av Sundhedskollegiet, medlem i Medicinsk Selskab och en tid medbestyrer i det Classenske Litteraturselskab. Hans litterära verksamhet var av mindre betydelse och var närmast referat av de erfarenheter han gjorde som praktisk kirurg. Han hedrades med en bronsbyst i Centralgården på Kommunehospitalet. Hans ansträngande liv i kombination med en i hans verksamhet ådragen infektion ledde till den tuberkulos, vilken ändade hans liv.